# Église Saint-Vaast de Bonnay
L'église Saint-Vaast de Bonnay est une église catholique située à Bonnay, dans le département de la Somme, à l'est d'Amiens.

## Historique
La fondation de l'église de Bonnay remonte au XIIe siècle, en 1127, l'abbé de Corbie nommait à la cure. L'église de Bonnay fut reconstruite dans le courant du XIXe siècle (1868).  

## Caractéristiques
L'église de Bonnay a été reconstruite en pierre et en brique, en style néo-gothique selon un plan basilical traditionnel sans transept. La façade et le clocher sont en pierre, le reste de l'édifice en brique, les fenêtres ayant un encadrement en pierre. Le clocher surmonte le portail d'entrée. Il est coiffé d'un toit en flèche recouvert d'ardoise.